# The 13th Anniversary Show Live in the U.S.A.
The 13th Anniversary Show Live in the U.S.A. to album koncertowy autorstwa awangardowej grupy The Residents. Tytuł ten ukazał się w 1986 roku na podwójnej kasecie w Ralph Records oraz jako CD wydane przez fanklub grupy Uncle Willie's Eyeball Buddies sześć lat później. Obydwa wydania były ściśle limitowane do 500 sztuk i w chwili obecnej są praktycznie nie do zdobycia.

Intro płyty zawiera panegiryk na cześć maski w kształcie czerwonego oka, która została skradziona z garderoby zespołu podczas jednego z koncertów. Oprócz wspomnień i wychwalania czerwonego oka. w utworze pojawia się też stwierdzenie, że maska była przeklęta w związku z czym członek zespołu ubierający ją podczas występów do tej pory przywdział maskę gigantycznej czaszki i zaczął nazywać siebie Mr. Skull. Podczas koncertu członkowie grupy mieli na przedramionach założone czarne opaski symbolizujące ich smutek i żałobę po stracie maski.

## Lista utworów
1. "Intro"
2. "Lizard Lady"
3. "Semolina"
4. "Hello Skinny"
5. "Constantinople"
6. "Jailhouse Rock"
7. "Where Is She?"
8. "Picnic in the Jungle"
9. "Smelly Tongues"
10. "Eloise"
11. "Ship's a'Going Down"
12. "New Machine"
13. "Tourniquet of Roses"
14. "I Got Rhythm"
15. "Monkey and Bunny"
16. "Theme for an American TV Show"
17. "It's a Man's Man's Man's World"
18. "Walter Westinghouse"
19. "Easter Woman"
20. "Amber"
21. "Red Rider"
22. "Die in Terror"
23. "Coming of the Crow"
24. "Eva's Warning"
25. "Coming of the Crow (Reprise)"